# Droga krajowa nr 109 (Kostaryka)
Droga krajowa nr 109 (hiszp. Ruta Nacional Secundaria 109/Ruta 109) – jedna z dróg krajowych w Kostaryce. Znajduje się ona w prowincji San José.

## Opis
W prowincji San José droga krajowa nr 109 przebiega przez kanton Goicoechea (przez dystrykt Calle Blancos) i kanton Moravia (dystrykt San Vicente).